# Nooa Takooa
Nooa Takooa (Tarawa, 10 marzo 1993) è un velocista gilbertese.
Ha rappresentato Kiribati ai Giochi olimpici di Londra 2012 nei 100 metri piani, senza andare oltre il turno preliminare.

## Palmarès
| Anno | Manifestazione                | Sede      | Evento      | Risultato   | Prestazione | Note                                     |
| ---- | ----------------------------- | --------- | ----------- | ----------- | ----------- | ---------------------------------------- |
| 2009 | Mondiali                      | Berlino   | 100 m piani | Batteria    | 11"74       | Miglior prestazione personale stagionale |
| 2010 | Giochi olimpici giovanili     | Singapore | 100 m piani | dns         | dns         |                                          |
| 2010 | Campionati oceaniani juniores | Sydney    | 100 m piani | Batteria    | 11"85       |                                          |
| 2012 | Mondiali indoor               | Istanbul  | 60 m piani  | Batteria    | 7"57        |                                          |
| 2012 | Giochi olimpici               | Londra    | 100 m piani | Preliminare | 11"53       | Miglior prestazione personale            |
| 2013 | Campionati oceaniani          | Papeete   | 100 m piani | Semifinale  | 11"51       |                                          |
| 2013 | Campionati oceaniani          | Papeete   | 200 m piani | Batteria    | 23"86       |                                          |
| 2013 | Campionati oceaniani          | Papeete   | 4×100 m     | Argento     | 44"46       |                                          |
| 2014 | Giochi del Commonwealth       | Glasgow   | 100 m piani | Batteria    | 11"56       |                                          |
| 2014 | Campionati oceaniani          | Avarua    | 100 m piani | Semifinale  | 11"99       |                                          |
| 2014 | Campionati oceaniani          | Avarua    | 200 m piani | Batteria    | 24"13       |                                          |
| 2014 | Campionati oceaniani          | Avarua    | 4×100 m     | 7º          | 45"24       |                                          |